# Sven Fischer
Sven Fischer (n. 16 aprilie 1971, Schmalkalden, Republica Democrată Germană, Germania) este un biatlonist ce a reprezentat Germania, medaliat olimpic. A participat la 4 ediții ale Jocurilor Olimpice (1994, 1998, 2002, 2006) în care a câștigat 4 medalii de aur, două medalii de argint și două medalii de bronz.